# NGC 423
NGC 423 è una galassia lenticolare (S0/a?), situata prospetticamente nella costellazione dello Scultore alla distanza di circa 60 milioni di anni luce dalla Terra.